# 밀라노 광역시

밀라노 광역시의 위치

밀라노 광역시(이탈리아어: Città Metropolitana di Milano)는 이탈리아 롬바르디아주에 위치한 광역시로 중심 도시는 밀라노이며 면적은 1,575km2, 인구는 3,206,465명(2015년 10월 기준), 인구 밀도는 2,000명/km2이다. 2015년 1월 1일을 기해 실시된 행정 구역 개편에 따라 밀라노도에서 밀라노 광역시로 개편되었다.

## 같이 보기
- 밀라노 대도시권 (Milan metropolitan area)
- 밀라노도 (Province of Milan)
- 밀라노